# Космический латте
Cosmic Latte (#FFF8E7)
Космический латте (англ. Cosmic Latte) — оттенок белого цвета, представляющий собой усреднённый цвет Вселенной. Название было придумано группой астрономов из Университета Джонса Хопкинса.

## Открытие цвета
В 2001 году Карл Глейзбрук и Айван Болдри (англ. Ivan K. Baldry) определили, что вселенная имеет зеленоватый оттенок, но в 2002 году их оценка была скорректирована. В новой работе они сообщили, что в результате усреднения цветов всех источников света из одного из наиболее многочисленных наборов галактик был получен слегка бежевый оттенок белого. В исследовании были использованы данные о более чем 200 тыс. галактик, полученные в ходе работы проекта The 2dF Galaxy Redshift Survey, что позволило охватить значительный объём вселенной.